# エスタディオ・ラス・ガウナス
エスタディオ・ラス・ガウナス（Estadio Las Gaunas）は、スペイン・ラ・リオハ州ログローニョにあるサッカー専用スタジアム。UDログロニェスとSDログロニェスがホームスタジアムとして使用している。

## 概要
1923年から2002年まで使用されていた旧エスタディオ・ラス・ガウナスを取り壊して新たに建設されたスタジアム。この新スタジアムは2002年2月28日、CDログロニェス対デポルティーボ・アラベスの親善試合でこけら落しとなり、満員に近い16,000人の観客の前でホームチームのCDログロニェスが2-1で勝利を飾った。
新スタジアムの建設は、1998年からおそよ2年で竣工すると見積もられていたが、クラブの経営難や施工不良により全工程を終えるのに4年もの歳月を要した。
2011年の9月と2015年の10月には、それぞれスペイン代表のUEFA EURO 2012予選とUEFA EURO 2016予選を行い、いずれの試合も勝利を飾ったことでそれらの試合がその2大会の本大会出場を決定させる試合となった。

## 開催された主な試合

### サッカー
- 国際Aマッチ

| 日付           | ホームチーム | 結果 | アウェーチーム     | 大会               |
| -------------- | ------------ | ---- | ------------------ | ------------------ |
| 2002年10月16日 | スペイン     | 0-0  | パラグアイ         | 親善試合           |
| 2011年9月6日   | スペイン     | 6-0  | リヒテンシュタイン | UEFA EURO 2012予選 |
| 2015年10月9日  | スペイン     | 4-0  | ルクセンブルク     | UEFA EURO 2016予選 |

## ギャラリー

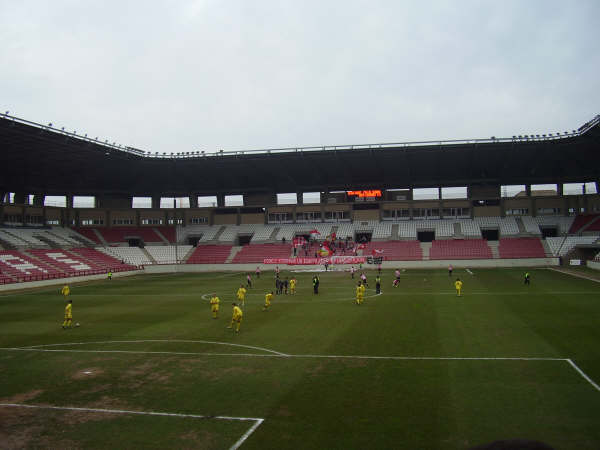
2007年のスタジアム
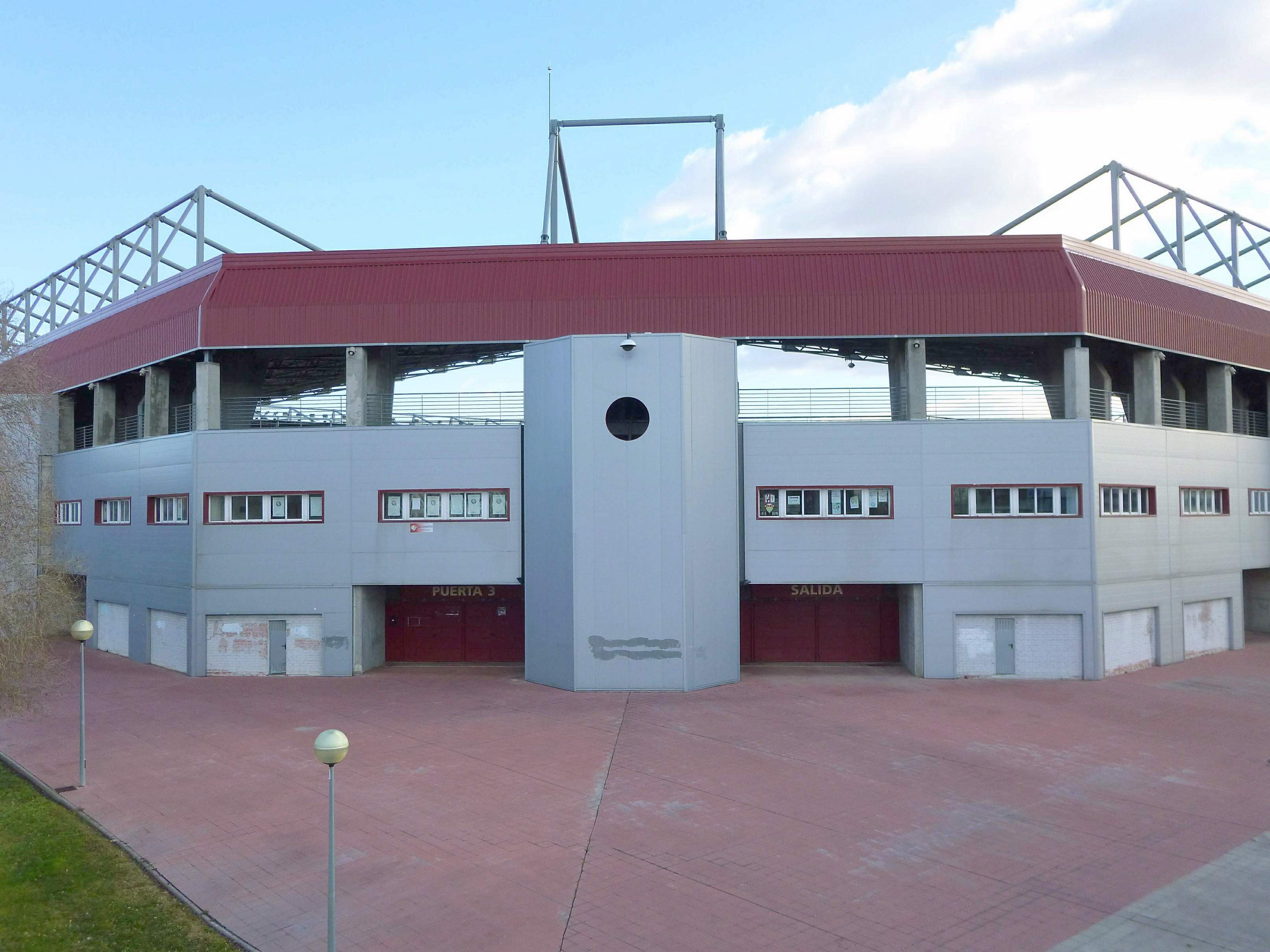
外観1
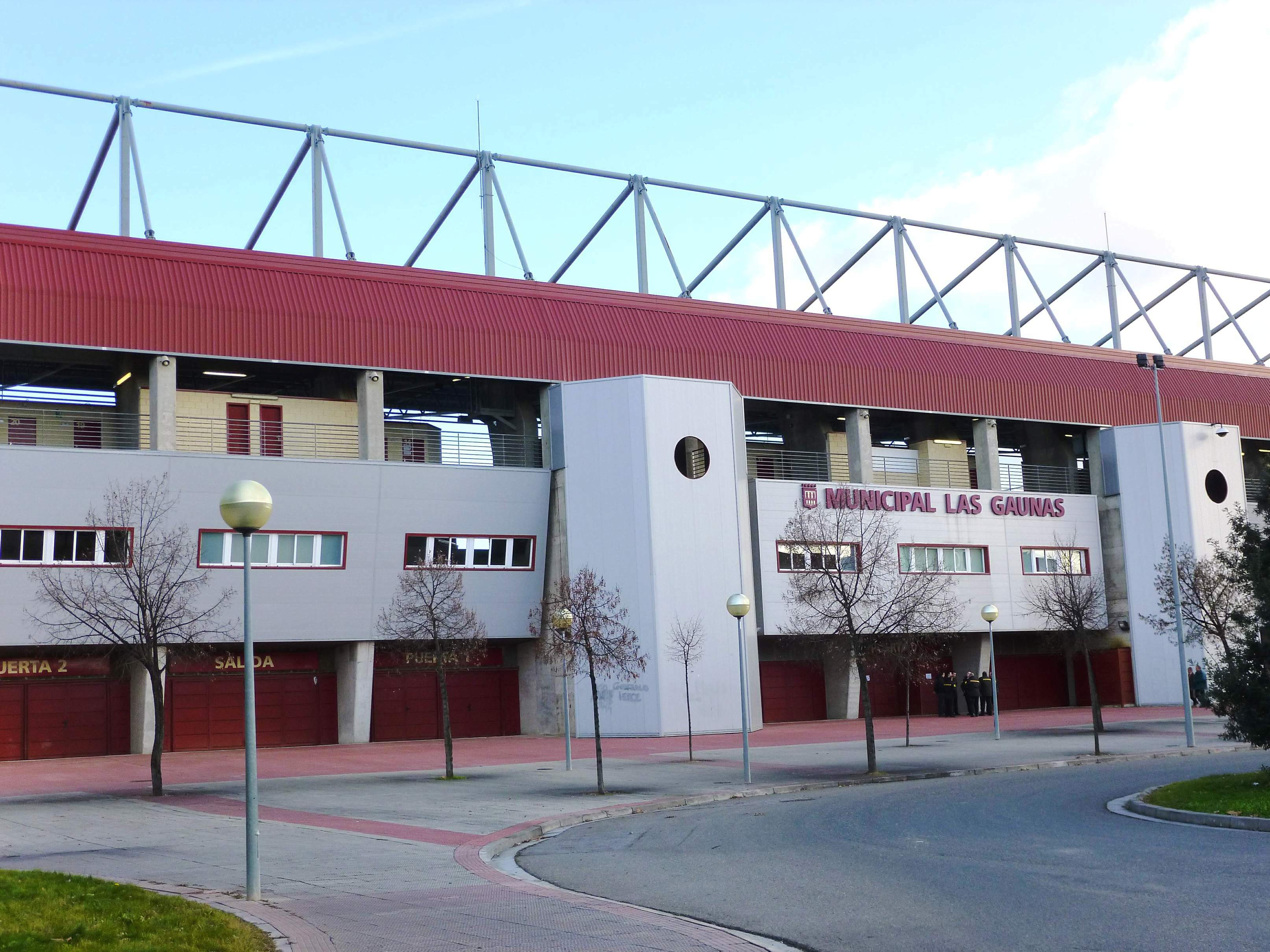
外観2